# Paquita Garzón
Paquita Garzón (1913, Teruel, España - 1999 Barcelona, España) fue una cantante, vedette y actriz española que hizo una gran carrera tanto en su país como en Argentina, en la época dorada cinematográfica.

## Carrera
Garzón fue una legendaria actriz y cantante que actuó en nuestro cine en las décadas del 1930 y 1940. Actuó con grandes actores de la escena argentina como Andrés Mejuto, Alejandro Maximino, Hugo del Carril, Santiago Arrieta, Ricardo Land, Franca Boni, Manuel Alcón, Angelina Pagano  y Sabina Olmos, entre otros.
En 1924 ya era famosa por su destacada voz con la que impuso reconocidos tangos, y especializada en el género finamente andaluz.
El 27 de mayo de 1933 participó en un homenaje a la señora realizado a la esposa del expresidente Marcelo Torcuato de Alvear, Regina Pacini de Alvear ( cantante portuguesa quien también fue presidenta honoraria de la Asociación Argentina de Actores), junto con Angelina Pagano y Blanca Podesta, saliendo impresa en la revista Caras y Caretas.
En 1936 estuvo en Radio Belgrano con Libertad Lamarque, Alberto Gómez y Tomás Simari.
En teatro trabajó como primera vedette de grandes espectáculos en el Teatro Porteño y el Teatro Maipo, entre otros. También participó en una gran cantidad de comedias musicales y revistas. Su debut en España se dio a mediados de la década del '20. En 1924 reemplazó a la actriz Raquel Meller, en el Teatro maravillas. Trabajó con el maestro Vicente Degese, la intérprete Nora Humblot y José Torchia. En el escenario desplegó sus plumas como primera vedette del Teatro Maipo presentándose en escena con Iris Marga y Gloria Guzmán. También trabajó con Amanda Ledesma, Carmen Lamas, Sofía Bozán, Olinda Bozán, Florencio Parravicini, Tania, Severo Fernández, Tito Lusiardo, César Ratti, Roberto García Ramos y Pedro Quartucci.

### Filmografía
En su gran haber se destacan los films:
- 1933: Dancing
- 1937: ...Y pasa la comparsa
- 1945: La dama duende
- 1946: Milagro de amor
- 1949: Historia del 900

### Teatro
- Una noche de "Révillón" (Esta noche es nochebuena) (1933), estrenada en el Teatro Sarmiento, junto a Sofía Bozán, Totón Podestá, Tito Lusiardo y Francisco Charmiello.
- Racacielos (1935), en el Teatro Sarmiento,  junto con un gran elenco en la que se encontraban Francisco Canaro, María Esther Gamas, Margarita Padín, Teresita Garzón, José Ramírez, Héctor Calcaño, Vicente Climent, Oscar Villa, Dringue Farías y Ernesto Famá.
- La Patria del Tango(1936), presentada en el Teatro Buenos Aires, y encabezada por F. Canaro, quien tenía la idea de poder llevarla a España para mostrar en aquel país el sentir de los argentinos a través de la música, lo cual finalmente se frustró por la guerra civil. El guion era José González Castillo, Antonio Botta y Luis César Amadori. El elenco estuvo integrado por María Esther Gamas, Margarita Padín, Severo Fernández, Agustín Irusta y Roberto Fugazot. Allí se estrenó La marcha cordial, el vals Cariño los cuales lo cantó junto con Fugazot e Irusta.[4]
- Mal de amores(1937), en el Teatro Politeama, junto a Agustín Irusta, Roberto Fugazot y Ángel Magaña, entre otros.
- Doña Mariquita de mi Corazón (1945), en el Teatros Politeama y San Martín, con Anita Lasalle, Roberto García Ramos, María Gámez, Marcelino Ornat y Pedrín Fernández.
- Rosa de Ángel (1948), en el papel de Margot, junto a la norteamericana Rosamarie Johnson, Tilda Thamar, Enrique Santos Discépolo (quien también era el director), Horacio Priani, Juan Carrara, Mario Fontana, Raúl Laporte, Manuél Ochoa, Mario Alonso, Fernando Labat y Enrique del Cerro, entre otros.